# صندل (نقل نهري)
الصندل قارب مسطح القاع، تم تصميمه أساسًا لنقل البضائع الثقيلة عبر الأنهار والقنوات. يسمى من يقودها عبَّار. بعض الصنادل لا تكون ذاتية الحركة ويلزم قطرها أو دفعها بواسطة زورق سحب. كانت صنادل القنوات التي تُسحب بواسطة حيوانات الجر الضخمة على مسار سحب مجاور تتنافس مع السكة الحديد في أوائل فترة الثورة الصناعية ولكنها كانت خارج إطار المنافسة في نقل الأشياء النفيسة نظرًا لما تتميز به السكة الحديد من السرعة الفائقة وانخفاض التكاليف ومرونة المسارات.

## تاريخ المصطلح

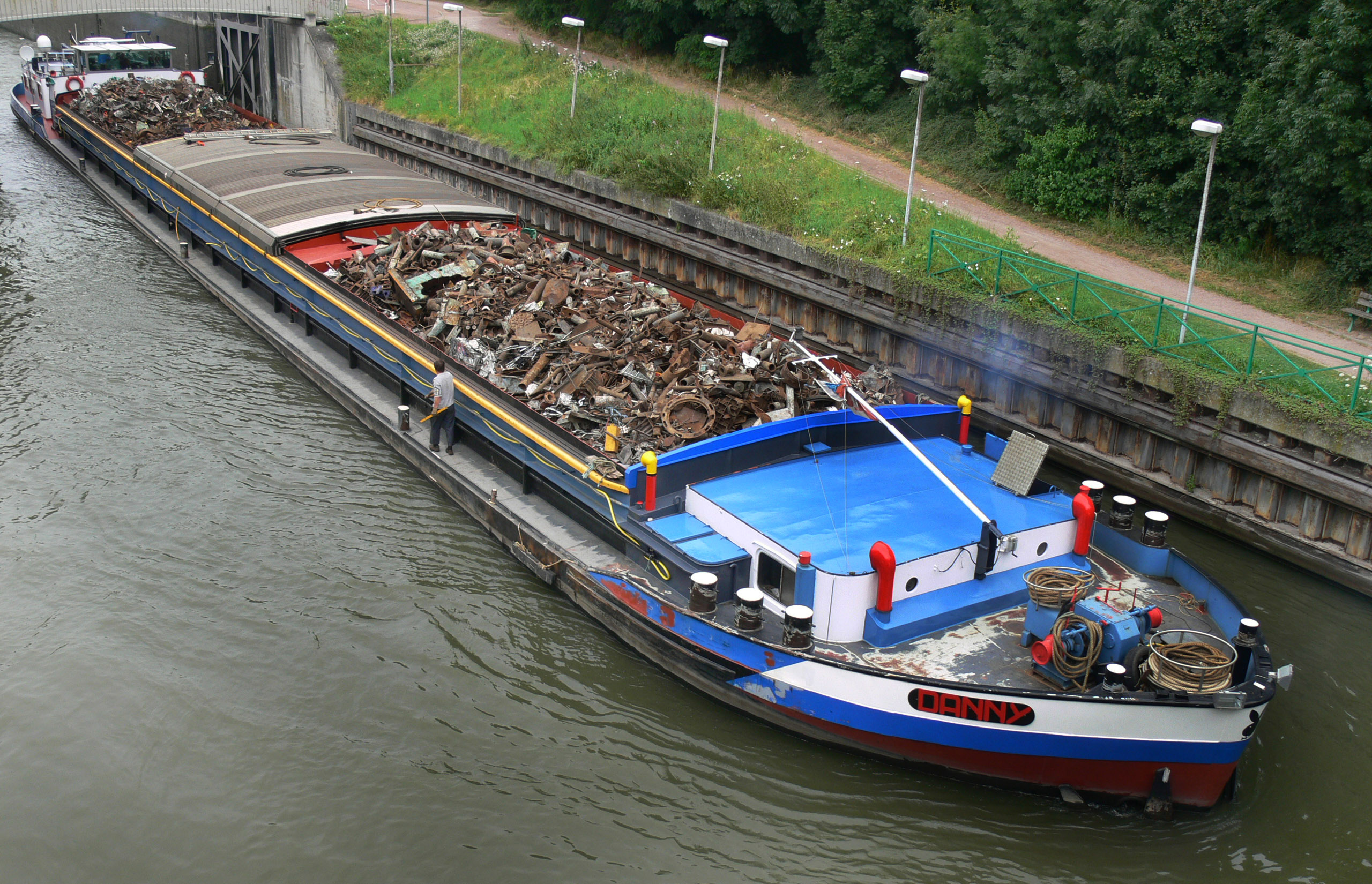
صندل ينقل مواد إعادة تدوير في قناة ديولي في لامبرسارت، فرنسا

تم توثيق المصطلح الإنجليزي Barge الذي يعني «الصندل» منذ عام 1300، حيث اشتق من المصطلح الفرنسي القديم barge والمشتق بدوره من المصطلح اللاتيني العامي barga. ويمكن أن تشير الكلمة أصلاً إلى أي قارب صغير، وقد نشأ المعنى الحديث تقريبًا عام 1480. وتم توثيق المصطلح bark أي «سفينة صغيرة» منذ عام 1420 من المصطلح الفرنسي القديم باركو المشتق من المصطلح اللاتيني العامي barca (400). بينما ظهر المعنى الأكثر دقة «سفينة بثلاث صواري» في القرن السابع عشر وأحيانًا ما يؤخذ الهجاء الفرنسي للتوضيح. وكلاهما مشتق من المصطلح اللاتيني barica، ومن المصطلح اليوناني baris بمعنى «قارب مصري»، ومن المصطلح القبطي bari أي «قارب صغير» ومن المصطلح الهيروغليفي المصري
| D58 | G29 | M17 | M17 | D21 | P1 |

 وما شابه ذلك ba-y-r إشارة إلى «قارب على شكل سلة». وبالتبعية، جاء المصطلح الإنجليزي "embark" أي (يركب) ليعني حرفيًا اعتلاء هذا النوع من القوارب المسمى "barque".
ولقد ترتب على استخدام المجداف الطويل لتسيير أو دفع الصندل ظهور القول "I wouldn't touch that [subject/thing] with a barge pole" أي «لن أتورط في هذا الموضوع أو في هذا العمل بأي طريقة». ويختلف ذلك عن عبارة "I wouldn't touch that with a [insert length] pole" أي «لن أقترب من هذا الشيء بمقدار [طول معين]». ويبدو أن هذا الارتباط بمجداف الصندل ظهر بعد الاستخدام الفعلي للعبارة. وهناك استخدام حديث يستخدم العبارة "'ten-foot' pole" أي «قضيب طوله عشرة أقدام» ولكن الحالات التي ظهرت في البداية وطُبعت اشتملت على "forty-foot pole" أي قضيب طوله أربعين قدمًا , وهذا الطول غير مناسب لدفع الصندل.

## أنواع الصنادل
| - قارب الأميرال - مركب الثكنات (قارب للسكن) - مركب نقل السيارات - مركب الرفع - الصندل الهولندي - مركب الشحن بالجملة للبضائع الجافة - الصندول القادوسي - المركب الفندقي - الصندل ذاتي الرفع | - الطوف والطوف الفولاذي الصلد - مركب شحن المواد السائلة - مركب الأحمال الثقيلة - القارب الضيق - مركب النفط ومركب النفط والصلب الأصم - مركب الترفيه - مركب تزويد الطاقة - المركب الملكية | - صندل بمجاديف - مركب نقل الرمال - مركب شحن سيفيرن - الصندل البلجيكي - مركب تيمز البحرية - المركب العميق (Tom Pudding) - قارب الضوري من نورفولك (Norfolk wherry) - مركب شحن المركبات - سفينة بخارية للقنوات - صندل التغذية Feed Barge |

في قنوات نظام قنوات بريطانيا العظمى، يستخدم مصطلح 'الصندل' للتعبير عن قارب أكثر اتساعًا من القارب الضيق بينما يطلق على الأشخاص الذين يحركون المراكب عمال التحميل. وفي الولايات المتحدة، يؤدي هذا العمل عمال التخليص في السفينة تحت إشراف قائد أو وكيل الربّان. يحرك القبطان والربّان زورق السحب، الذي يدفع مركب أو أكثر مربوطين مع بعضهم باستخدام أشرعة وصواري ويطلق على ذلك كله 'القطر'. يعيش طاقم المركب على متن زورق السحب أثناء تنقله خلال نظام مياه النهر الداخلية أو المجاري المائية بين السواحل الداخلية. تسافر زوارق السحب هذه بين الموانئ وتسمى أيضًا قوارب خط الجر.
وتستخدم مجاديف المركب أيضًا لحمايتها عند اقترابها من السفن الأخرى أو رصيف الميناء. وتسمى تلك المجاديف أيضًا 'مجاديف رمحية'. وفي القنوات الضحلة بالمملكة المتحدة، تستخدم مجاديف البونط لتحريك الصندل أو دفعه.

## الاستخدامات الحديثة

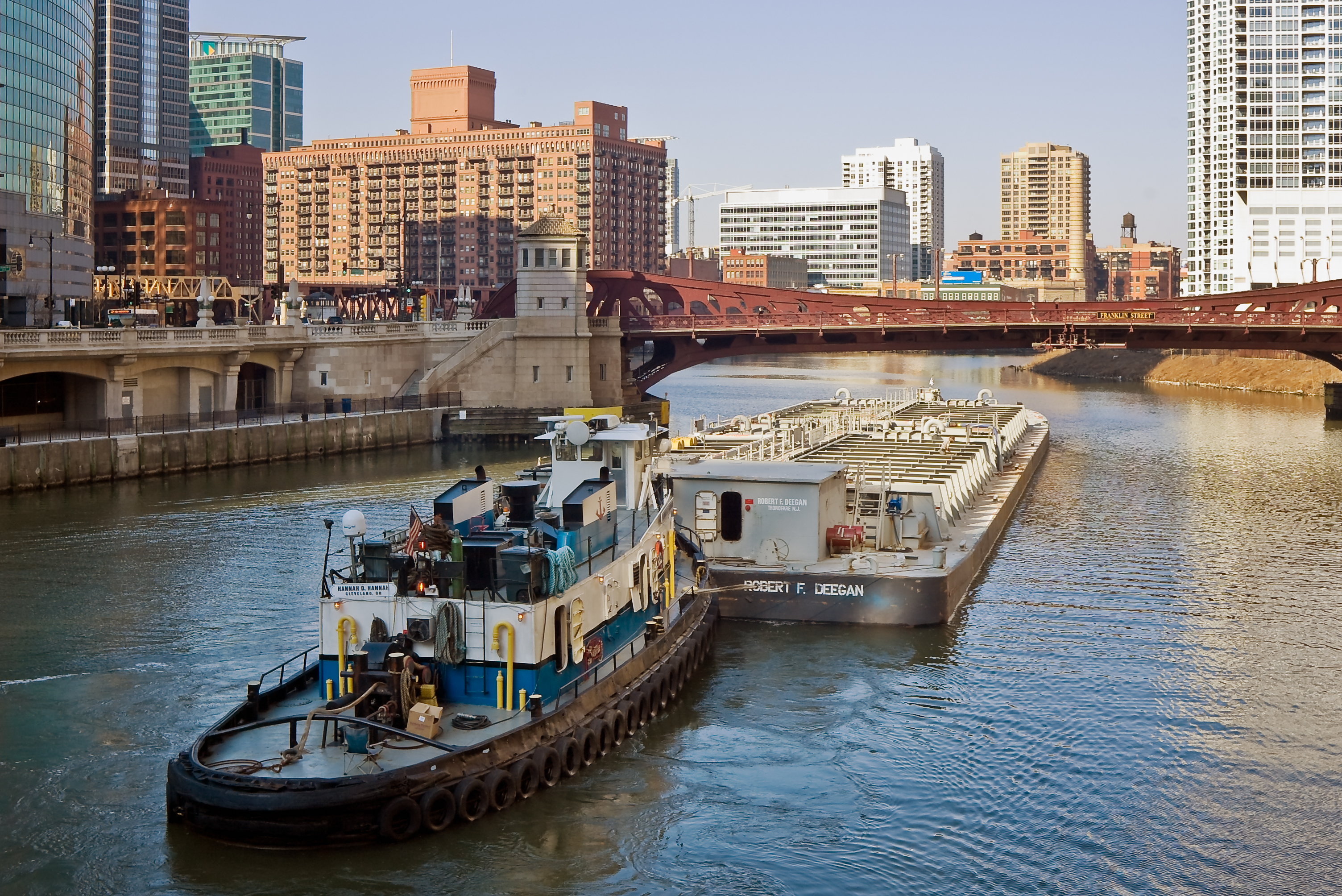
زورق سحب يدفع صندل في نهر شيكاغو

تستخدم الصنادل اليوم مع بضائع الشحن منخفضة القيمة حيث إن تكلفة حمل البضائع بالصندل منخفضة للغاية. فضلاً عن هذا، تستخدم الصنادل مع الحمولات الثقيلة جدًا أو الضخمة حيث يبلغ حجم الصندل التقليدي 195 في 35 قدمًا (59.4 متر × 10.6 متر) ويمكنه نقل ما يصل إلى 1500 طن من الحمولة.
وكمثال على ذلك، في 26 يونيو عام 2006، تم شحن وحدة مفاعل  تكسير بالحفز تزن 565 طنًا باستخدام صندل من ميناء تولسا في كاتوسا في أوكلاهوما إلى معمل تكرير في باسكاجولا، المسيسيبي. وعادة ما يتم شحن الأشياء هائلة الحجم على دفعات ثم يتم تجميعها في الموقع، ولكن شحن وحدة مجمعة يقلل التكاليف ويجنب الاعتماد على أعمال البناء في موقع التسليم (الذي يكون في هذه الحالة لا يزال يتعافى من أثر إعصار كاترينا). وفي رحلة المفاعل البالغة 700-ميل (1,100 كـم) ميل، قُطعت مسافة 40 ميلاً فقط برًا من الميناء الأخير إلى معمل التكرير.
قد تستخدم الصنادل ذاتية الدفع كما في حالات التحرك وفق اتجاه التيار أو عكسه في المياه الهادئة ويتم تشغيلها كصندل غير مزود بالطاقة وإنما تسير بمساعدة زورق قطر عند التحرك ضد التيار في المياه السريعة. وعادة ما يتم تصنيع صنادل القنوات للعمل في قنوات مخصصة.
إن الكثير من الصنادل هي في الأصل صنادل هولندية تم تصميمها لنقل الشحنات عبر القنوات الأوروبية وهي لم تعد ذات سعة بما يكفي للاستمرار بهذه الصناعة مع ظهور السفن الأحدث كبيرة الحجم. وكثير من تلك الصنادل جرى تجديدها وتستخدم الآن كـ مراكب فندقية تنقل من يريدون قضاء عطلة مميزة عبر نفس القناة التي حملت عبرها الحبوب أو الفحم ذات يوم.

## الصنادل المقطورة أو غير المزودة بالطاقة في الولايات المتحدة

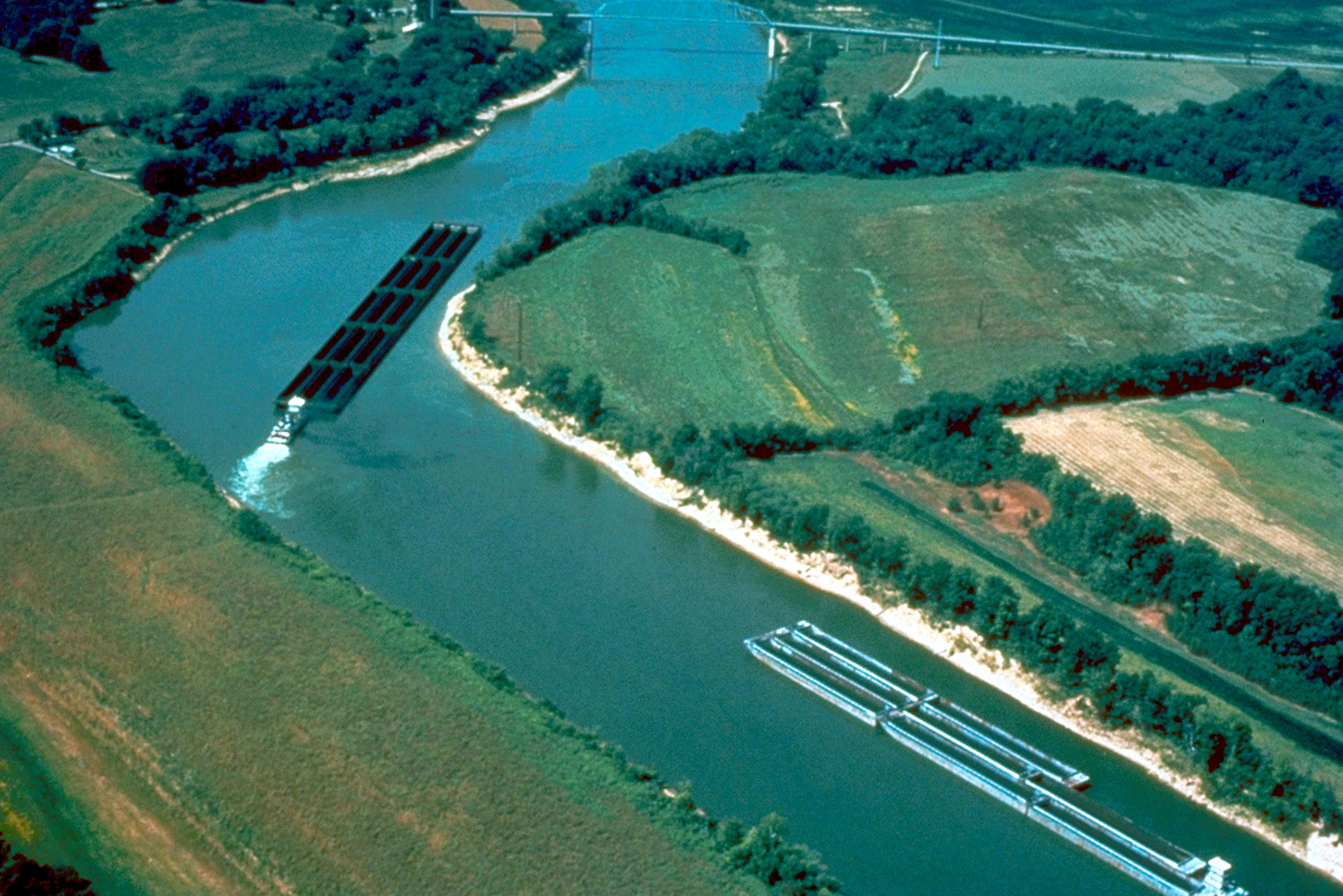
صنادل عديدة يجري دفعها حول منحنى ضيق في نهر كمبرلاند.

في الأقاليم البدائية اليوم وفي الأقاليم غير المتطورة (التي تفتقر إلى الطرق السريعة والسكك الحديدية) كافة في جميع أنحاء العالم في عصور لم تشهد التطور الصناعي والطرق السريعة، كانت الصنادل هي أكثر الوسائل المهيمنة والأكثر كفاءة في مجال النقل الداخلي في كثير من الأقاليم بالعالم. ويظل ذلك الأمر حقيقيًا حتى يومنا هذا بالنسبة لكثير من المناطق في العالم. ففي تلك الأقاليم التي لم تتطور صناعيًا أو التي تفتقر إلى تطور البنية التحتية، يتم تصميم الكثير من الصنادل لأغراض خاصة بهدف تشغيلها في المجاري المائية عن طريق مجاديف نحيفة طويلة  –  ومن ثم عرفت في الولايات المتحدة باسم القوارب المجدافية وقد استقر الغرب الأقصى في أمريكا الشمالية على استخدام أنظمة الأنهار الرافدية الواسعة في المستجمع المائي لنهر المسيسيبي. تستغل القوارب المجدافية القوة العضلية «للأدوات المساعدة على الحركة» بطول جوانب الرافعة التي تدفعها عكس اتجاه المجداف في عكس اتجاه قاع النهر أو القناة أو قاع البحيرة لنقل السفينة إلى المكان المرغوب فيه. وأثناء الاستقرار في الغرب الأمريكي كان عامة من الأسرع أن تنتقل في اتجاه النهر من براونزفيل، بنسلفانيا إلى نهر أوهايو مقابلاً نهرالمسيسيبي والإبحار عكس اتجاه النهر ضد التيار إلى سانت لويس من الانتقال برًا عبر الطرق البدائية غيرالممهدة القذرة لعدة عقود بعد الثورة الأمريكية.
وما أن وصلت خطوط السكة الحديد من وسط نيويورك وبنسلفانيا إلى شيكاغو، تغيرت ديناميكية الوقت وأصبحت القوارب المجدافية الأمريكية أقل شيوعًا وأُحيل استخدامها إلى الأنهار الصغيرة والمجاري المائية البعيدة. وفي النظام النهري بالمسيسيبي اليوم، بما يشتمل على أنظمة المجاري المائية المسقوفة الأخرى، تشيع كثيرًا المراكب الصناعية التي تنقل المواد الخام في شحنات بالجملة مثل الفحم وفحم الكوك والخشب وخام الحديد والمعادن الأخرى وذلك في العالم المتقدم باستخدام مراكب الشحن التي ترتبط ببعضها في مجموعات وقطارات مراكب في الطرق بما يسمح بمرور أحجام الشحنات وأوزانها التي قد تذهل [بحاجة لمصدر]رواد أنظمة المراكب الحديثة وطرقها في العصر الفكتوري.

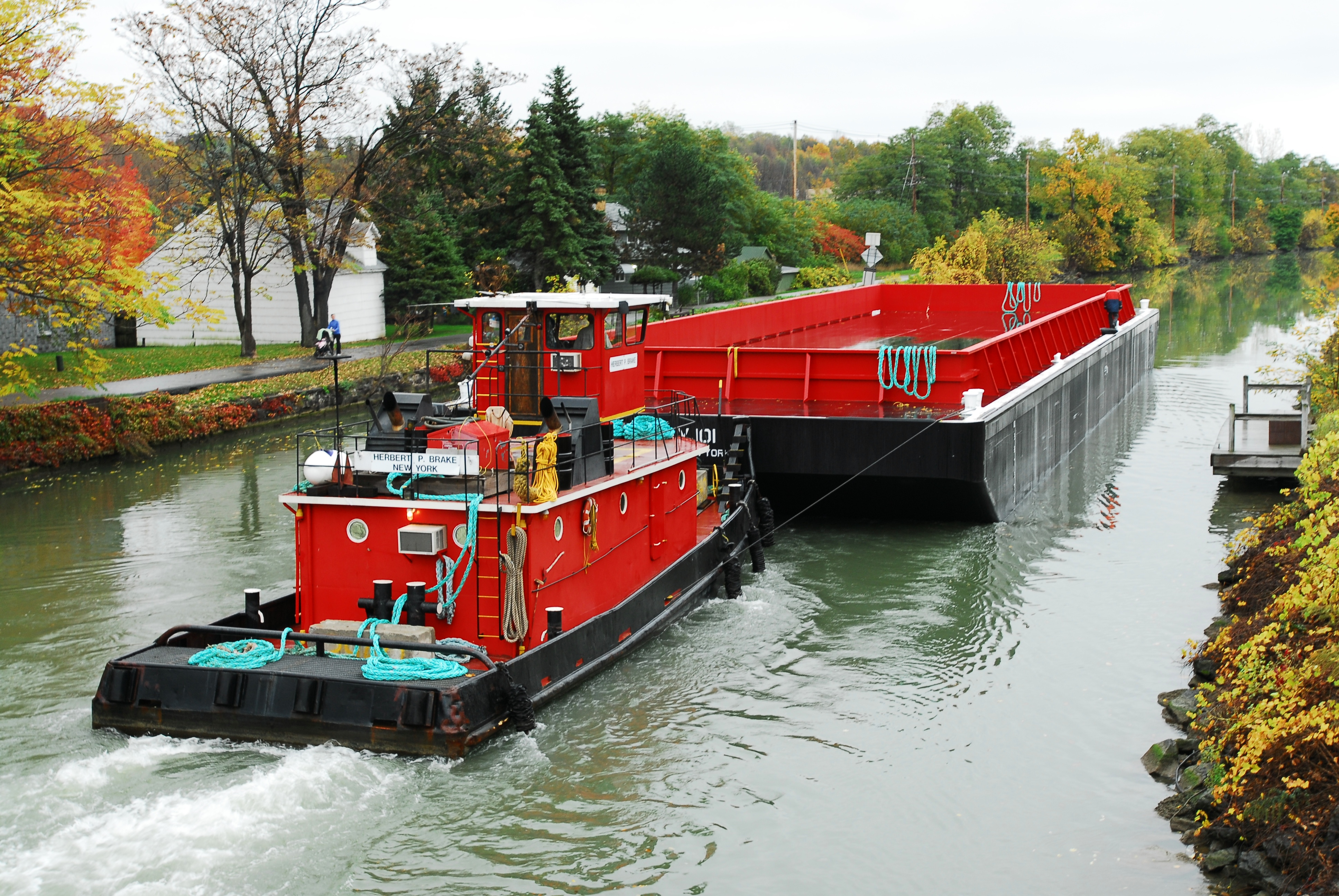
زورق سحب، هيربيرت بي بريك من نيويورك يدفع صندل جديد شرقًا في قناة إيري في فيربورت، نيويورك، الولايات المتحدة

مثل تلك الصنادل ليست ذاتية الدفع ويلزم قطرها بواسطة زوارق قطر أو دفعها بواسطة زوارق سحب. كانت تتمتع صنادل القنوات المقطورة بحيوانات الجر الضخمة في المجاري المائية في موازاة طريق سحب بأهمية قصوى في باكر الثورة الصناعية والتي كانت تهدف المشروعات الهندسية الكبرى الأولى وقتها إلى إنشاء قناطر وقنوات وخاصة القنوات من أجل تزويد وإمداد المصانع الصغيرة بالمواد الخام والتي نشأت في باكر اندلاع الثورة الصناعية ونقل بضائع تلك المصانع إلى الموانئ والمدن للتوزيع.
كان نظام الصندل والقناة يتنافس بشكل كبير مع السكك الحديدفي فجر الثورة الصناعية فيما يسبق تقريبًا الخمسينيات من القرن التاسع عشر إلى الستينيات من القرن العشرين –  على سبيل المثال، قناة إيري في ولاية نيويورك، فقد أرجع المؤرخون الفضل إلى تلك القناة بتحقيقها النمو المطلوب في مدينة نيويورك حتى تفوقت على فيلادلفيا باعتبارها أكبر ميناء وأكبر مدينة أمريكية –  ولكن أنظمة هذه القناة بأقفالها وحاجتها للصيانة والتجريف الذي تعرضت له ومشكلات المضخات والمشكلات الصحية خرجت من إطار المنافسة في النهاية في مجال نقل الأشياء النفيسة نظرًا لما يتميز به النقل بالسكة الحديد من السرعة الفائقة وانخفاض التكاليف ومرونة المسارات. ورغم ذلك ظلت أنظمة الصنادل والقنوات تتمتع بأهمية وربما كانت هذه الأهمية بالأساس أهمية اقتصادية حتى بعد الحرب العالمية الأولى في أوروبا وخصوصًا في الأمم الأكثر تطورًا بين البلدان المنخفضة وفرنسا وألمانيا وبولندا وخصوصًا بريطانيا العظمى التي ميزت النظام بشكل أو بآخر ليصبح خاصتها.

## معرض الصور

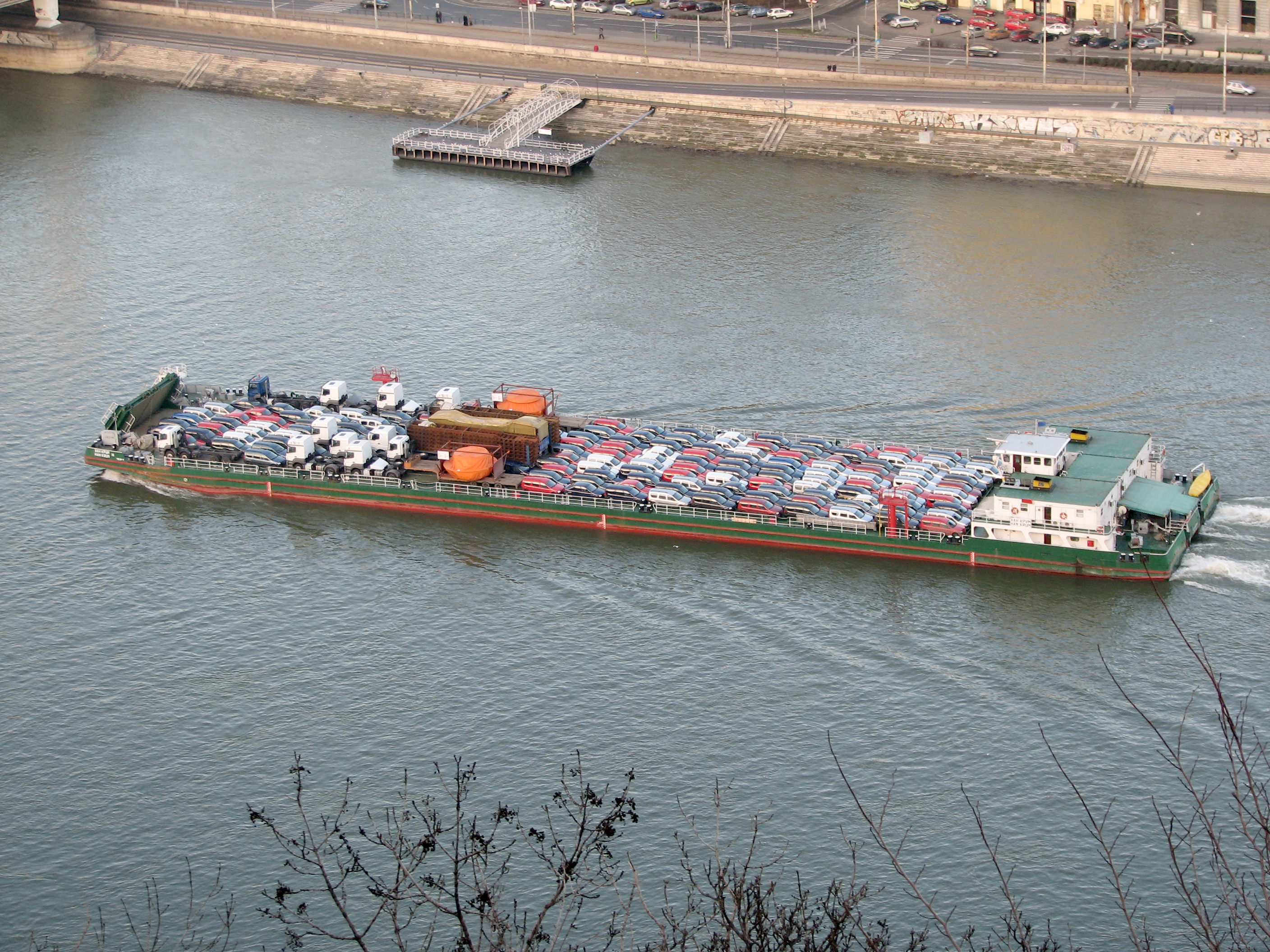
مركب سيارات في نهر الدانوب
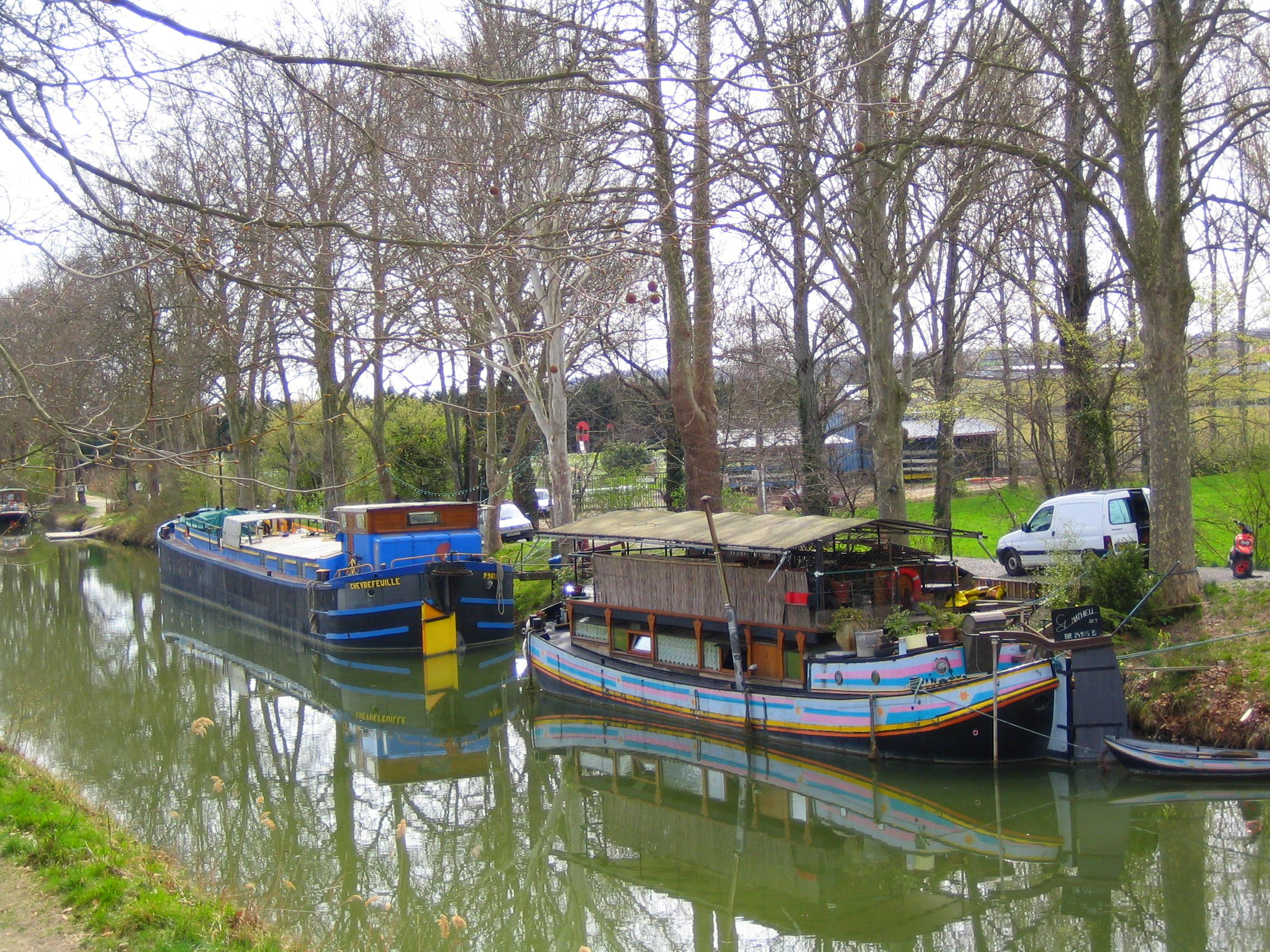
مراكب فرنسية بالقرب من تولوز، فرنسا
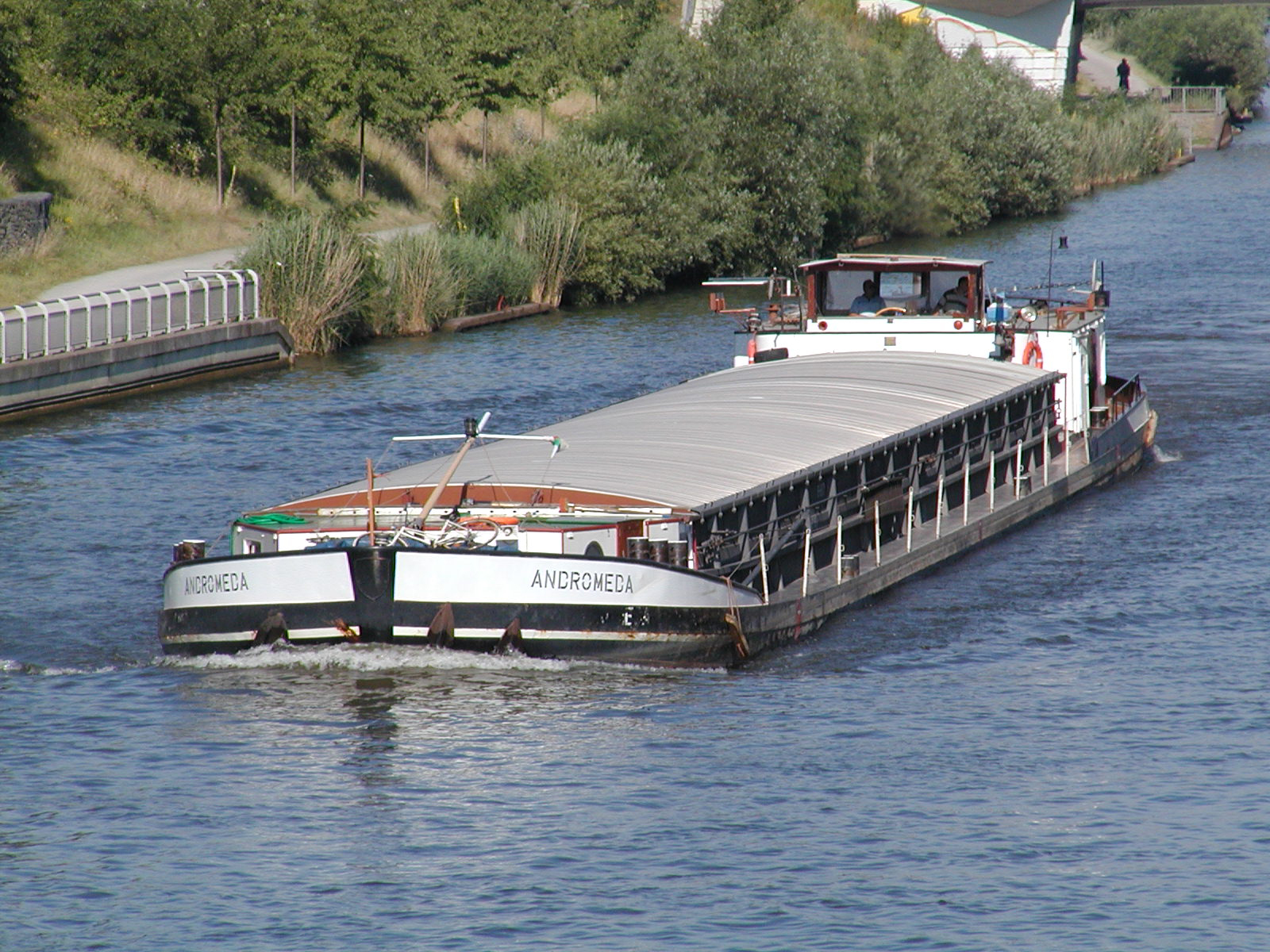
مركب ذاتية الدفع تسمى أندروميدا في قناة هانوفر، ألمانيا
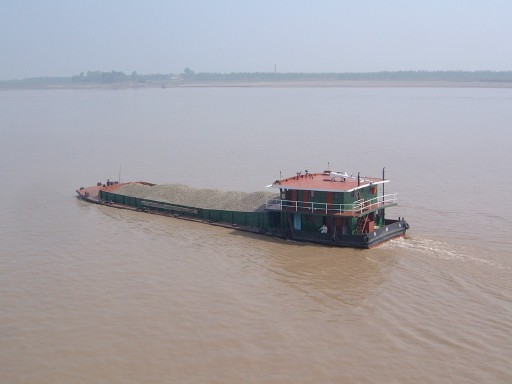
مركب ذاتية الدفع تحمل شحنة من الحجر المسحوق
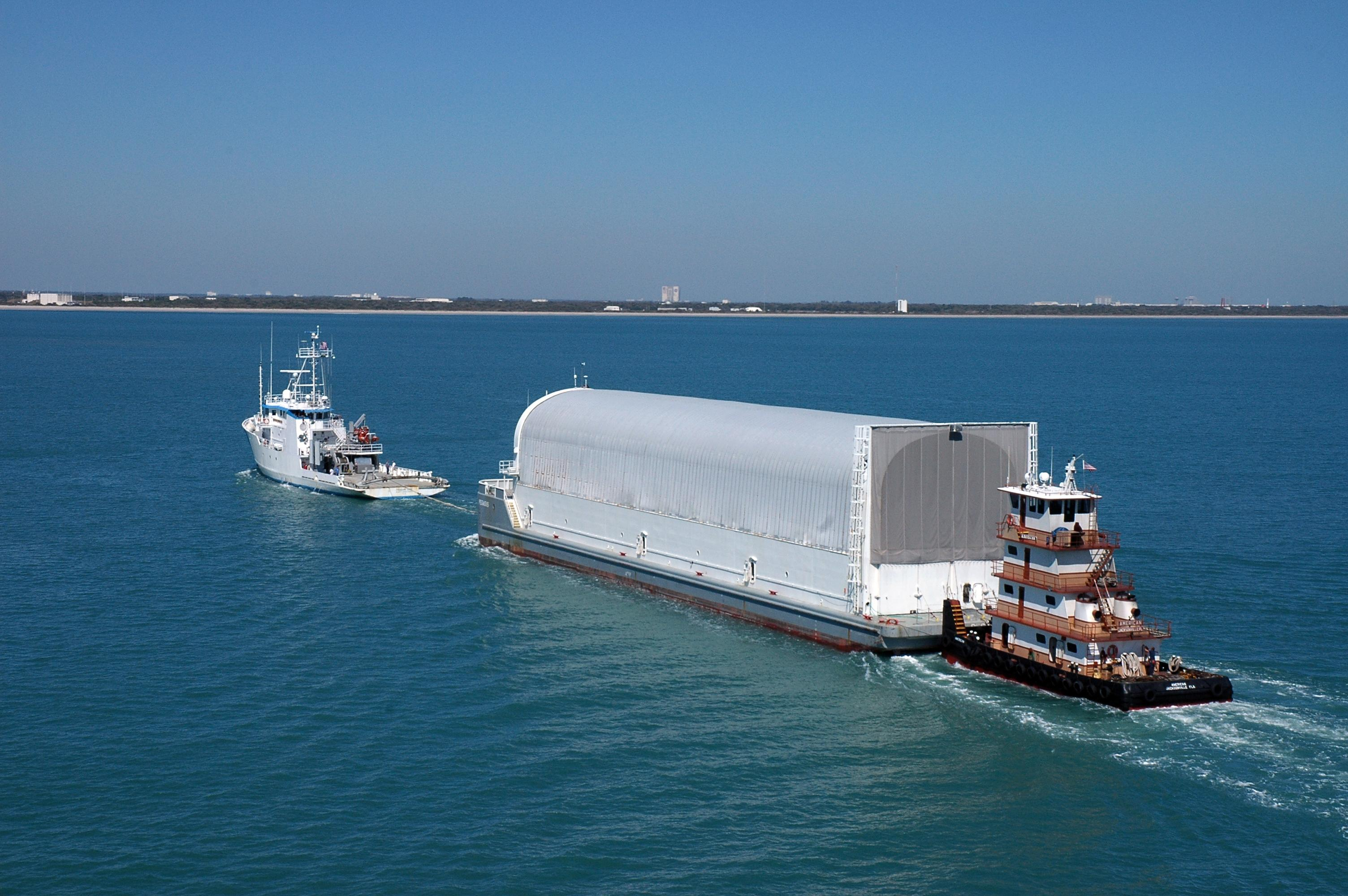
صندل ينقل خزان خارجي خاص بـ مكوك فضاء للمهمة STS-119 تحت القطر متجه إلى ميناء كانافيرال، فلوريدا، الولايات المتحدة
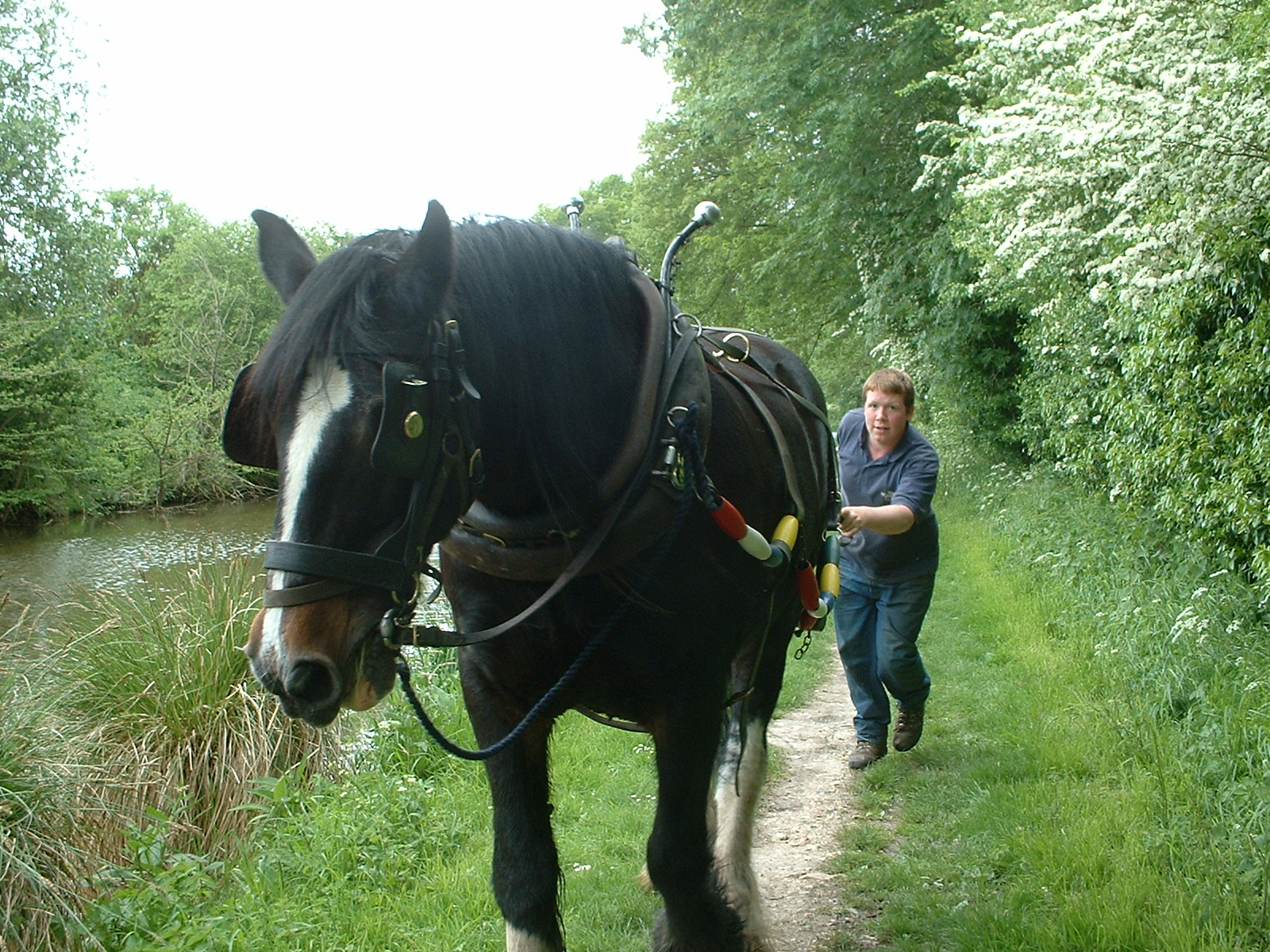
حصان يجر صندل في قناة كينيت وآفون.
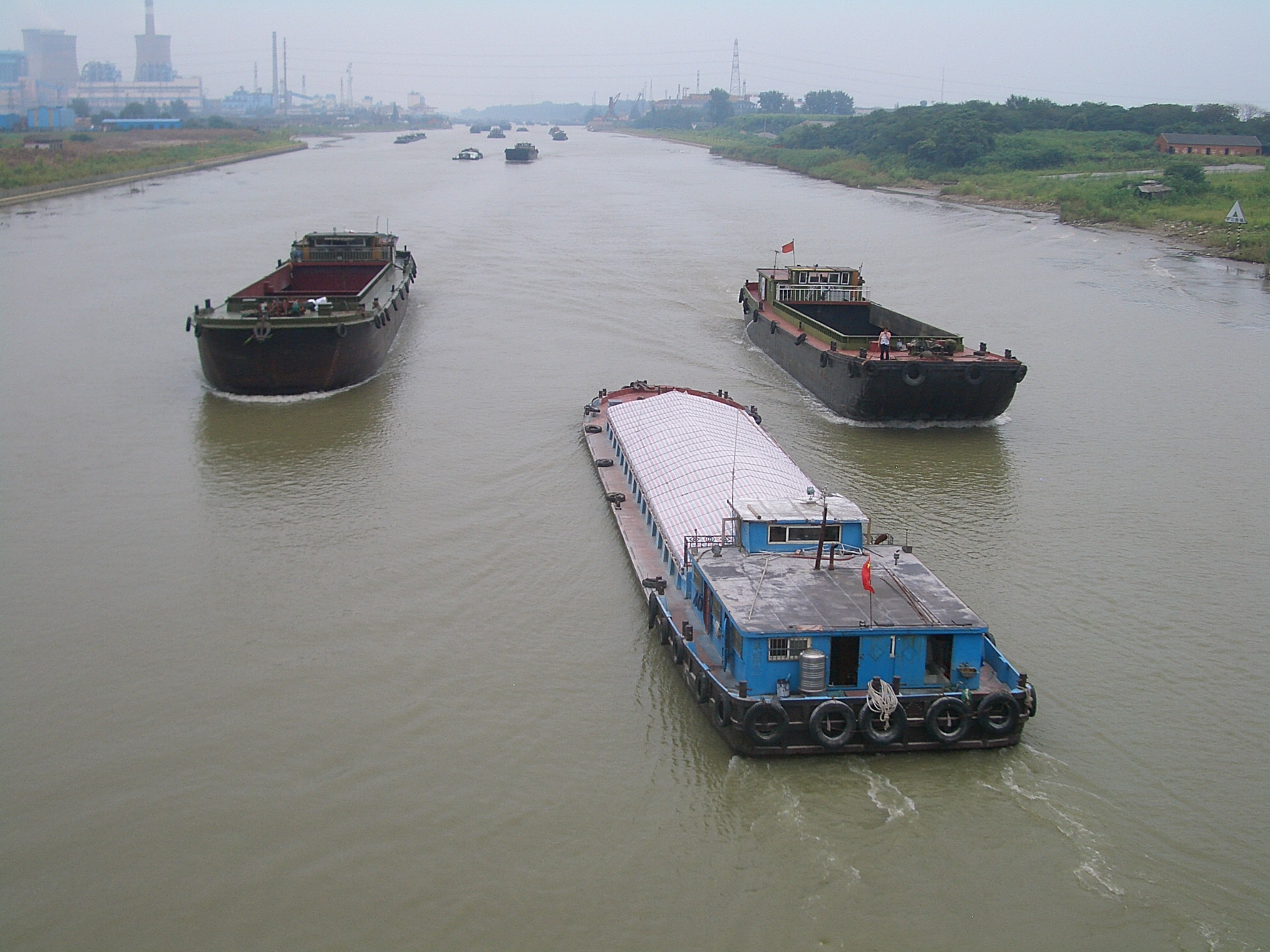
Self-propelled barges on the القناة الصينية الكبرى بالقرب من يانغتشو، جيانغسو، جمهورية الصين الشعبية
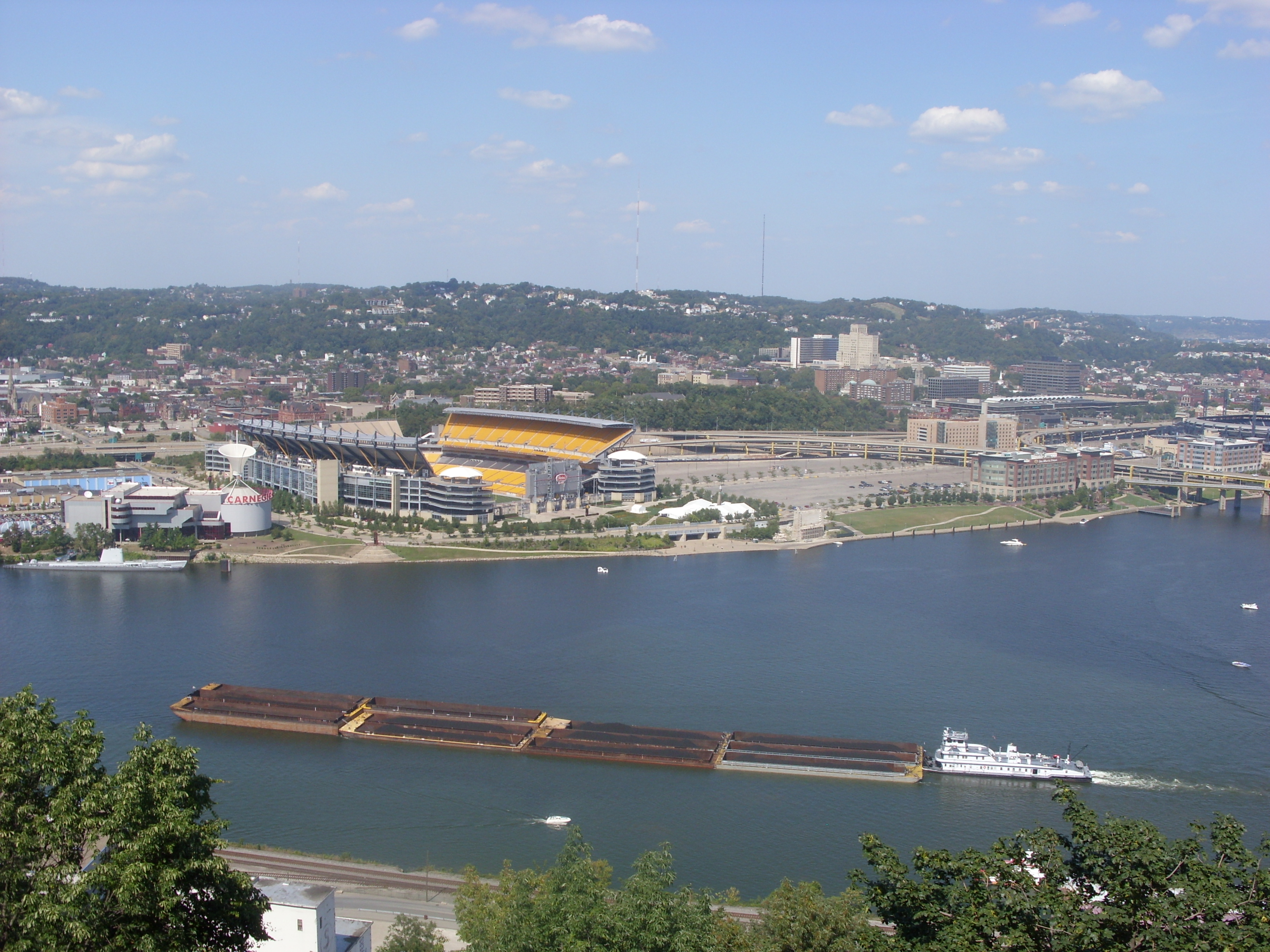
مراكب فحم تمر من ملعب هاينز فيلد في بيتسبرغ، بنسلفانيا في نهر أوهايو.
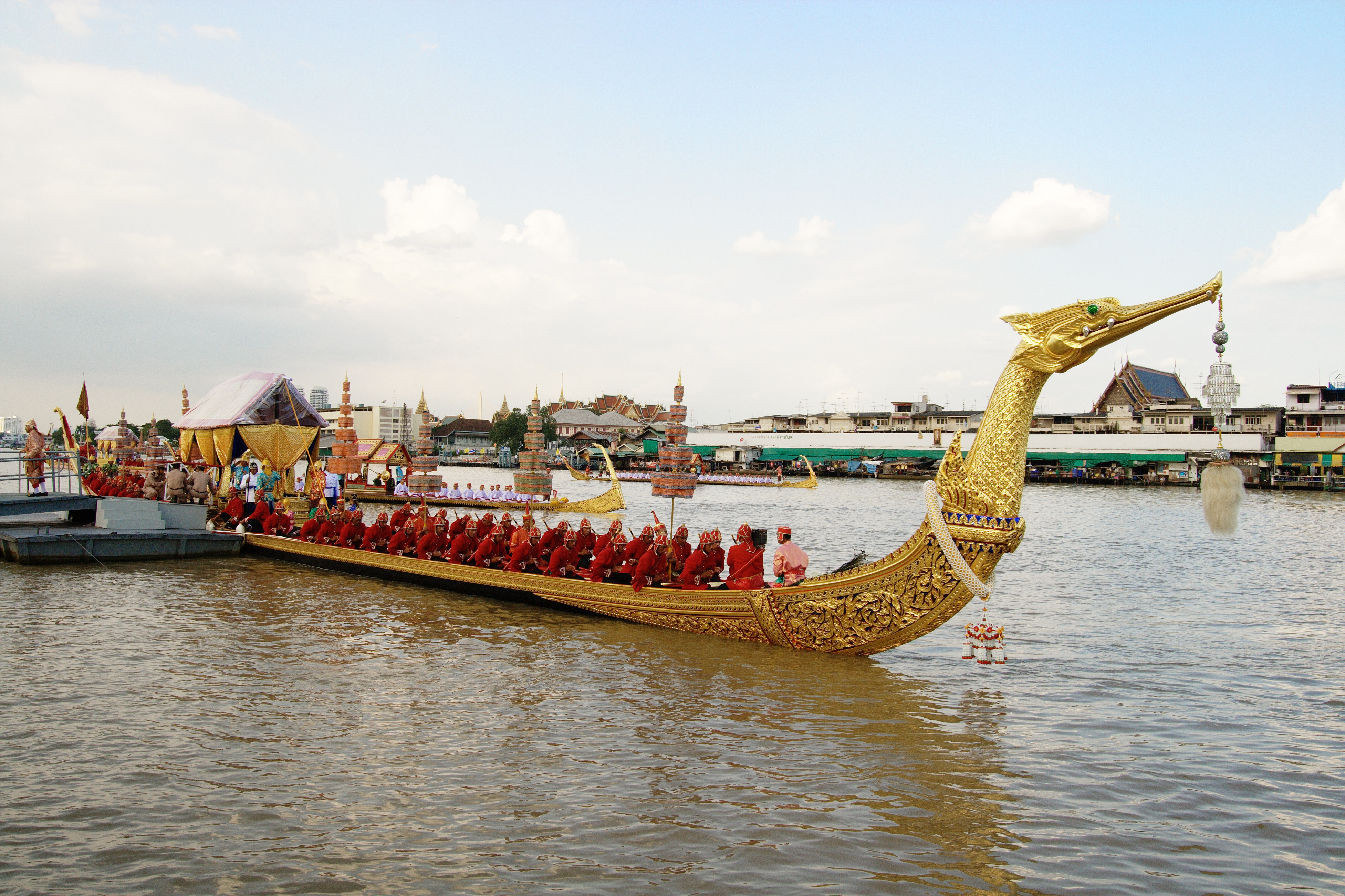
المركب الملكية سوفاناهونجسا (Suphannahong) ترسو على وات آرون بيير، وهي واحدة من السفن الملكية التايلاندية المميزة في احتفال المركب الملكية
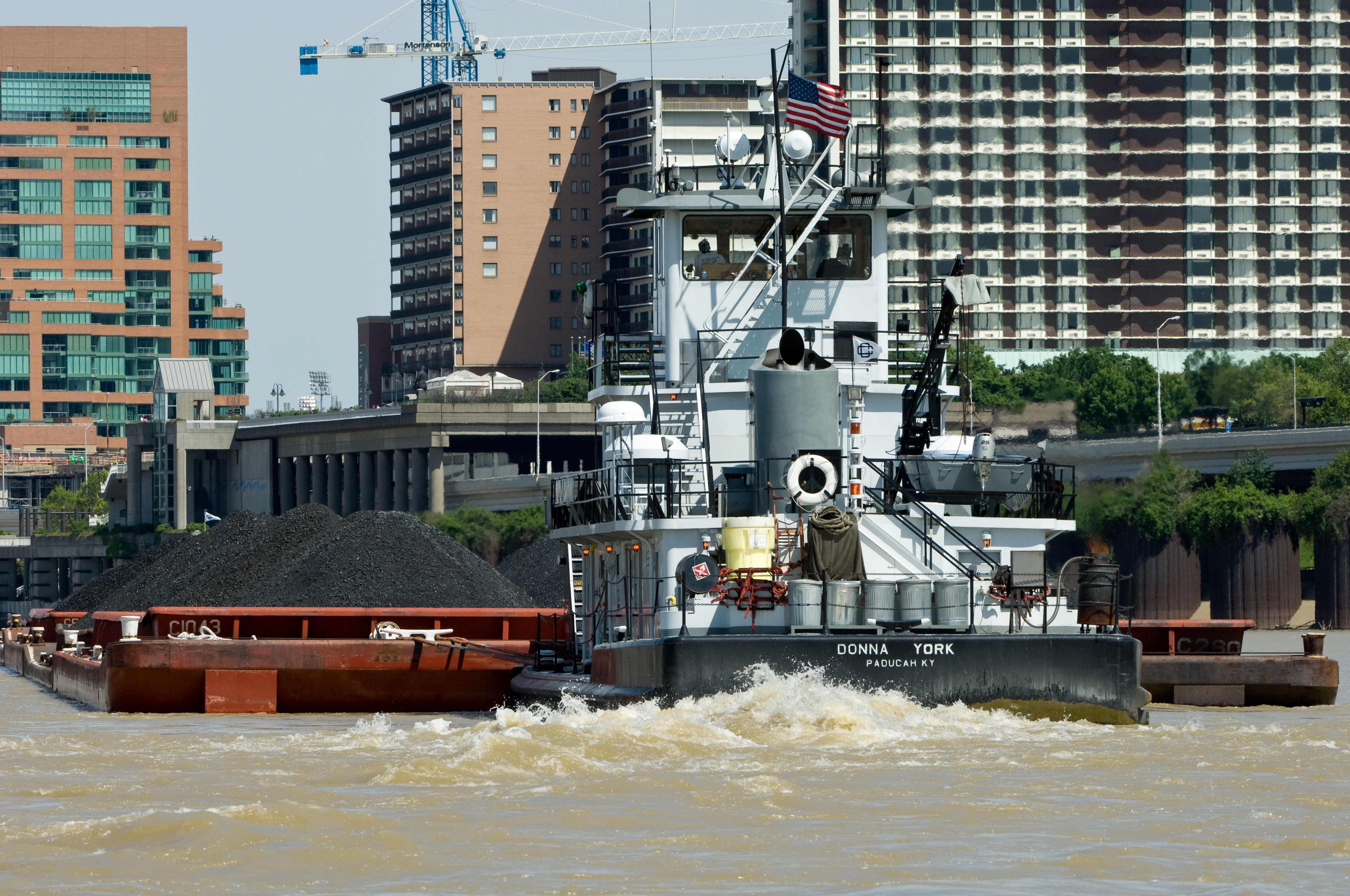
زورق السحب دونا يورك يدفع صنادل نقل الفحم في نهر أوهايو في لويزفيل، كنتاكي، الولايات المتحدة

## وصلات خارجية
- Barge Lehigh Valley 79 at the Waterfront Museum, بروكلين، ولاية نيويورك، الولايات المتحدة
- Britain's Official guide to canals, rivers and lakes
- Chisholm, Hugh, ed. (1911). "Barge" . Encyclopædia Britannica (بالإنجليزية) (11th ed.). Cambridge University Press.
- Crane Barge 89 Ton Design 264B
- DBA The Barge Association
- The American Waterways Operators